# Inslaggemeenschap

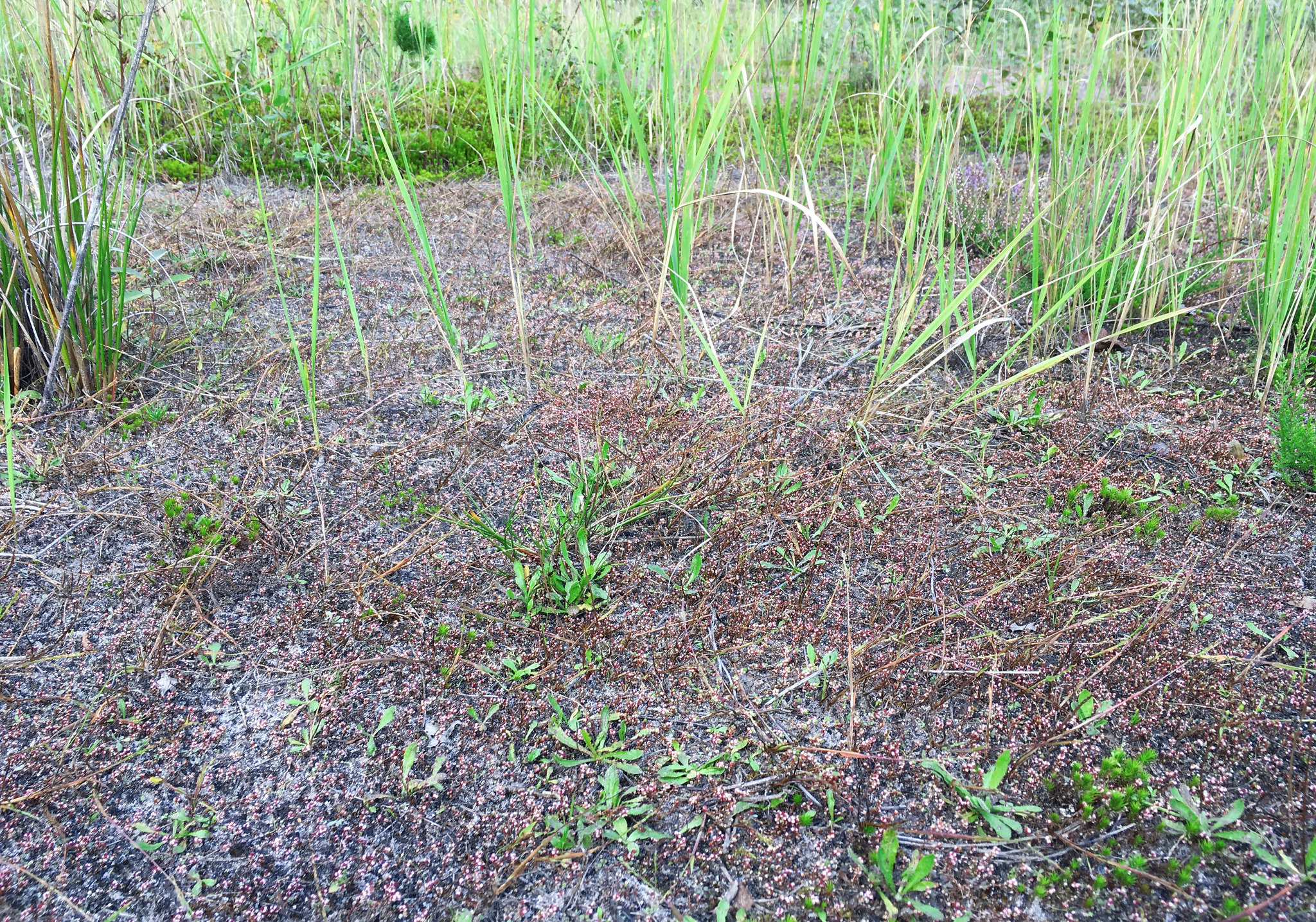
Inslaggemeenschap van de grondster-associatie.

Met een inslaggemeenschap of inslagvegetatie (Latijn: coenon intextum), ook inslag genoemd, wordt in de vegetatiekunde een plantengemeenschap bedoeld die in ruimtelijke zin in een andere plantengemeenschap voorkomt waarmee deze niet onafhankelijk daarvan voorkomt. De omringende plantengemeenschap, die een inslaggemeenschap omsluit, vormt dan de enige contactgemeenschap van de inslaggemeenschap.
Voorbeelden van klassen die uitgesproken zijn vertegenwoordigd door inslaggemeenschappen zijn de zeevetmuur-klasse (Saginetea maritimae) en de dwergbiezen-klasse (Isoeto-Nanojuncetea).

## Herkomst
Oorspronkelijk refereert het woord 'inslaggemeenschap' naar de weefcultuur. De periodieke innesteling van een inslaggemeenschap binnen de al aanwezige (grotere) gemeenschap – waarmee het min of meer verweven raakt – werd vergeleken met de inslag tussen de scheringdraden bij textiel.
Het woord werd voor het eerst gebruikt door de Nederlandse ecoloog Eddy van der Maarel in het standaardwerk Plantengemeenschappen in Nederland uit 1969 van Victor Westhoff en Hanneke den Held. Van der Maarel bedoelde met de term 'inslaggemeenschap' hetzelfde als het door Reinhold Tüxen in 1951 al gehanteerde Duitse woord Teppichgesselschaft ('tapijtgemeenschap'). Tüxen beschreef inslaggemeenschappen als gemeenschappen die zich als een 'tapijt' van innestelende soorten neerleggen in een al aanwezige gemeenschap. Volgens Van der Maarel, Westhoff en Den Held is Tüxens vergelijking met een tapijt zeer misleidend gekozen, omdat het een gesloten vegetatiedek zou suggereren. Het gaat bij deze gemeenschappen juist om ijle vegetatie, waarbij de al aanwezige vegetatie (waarin de inslaggemeenschap zich heeft vestigt) doorgaans zichtbaar blijft.

## Fotogalerij

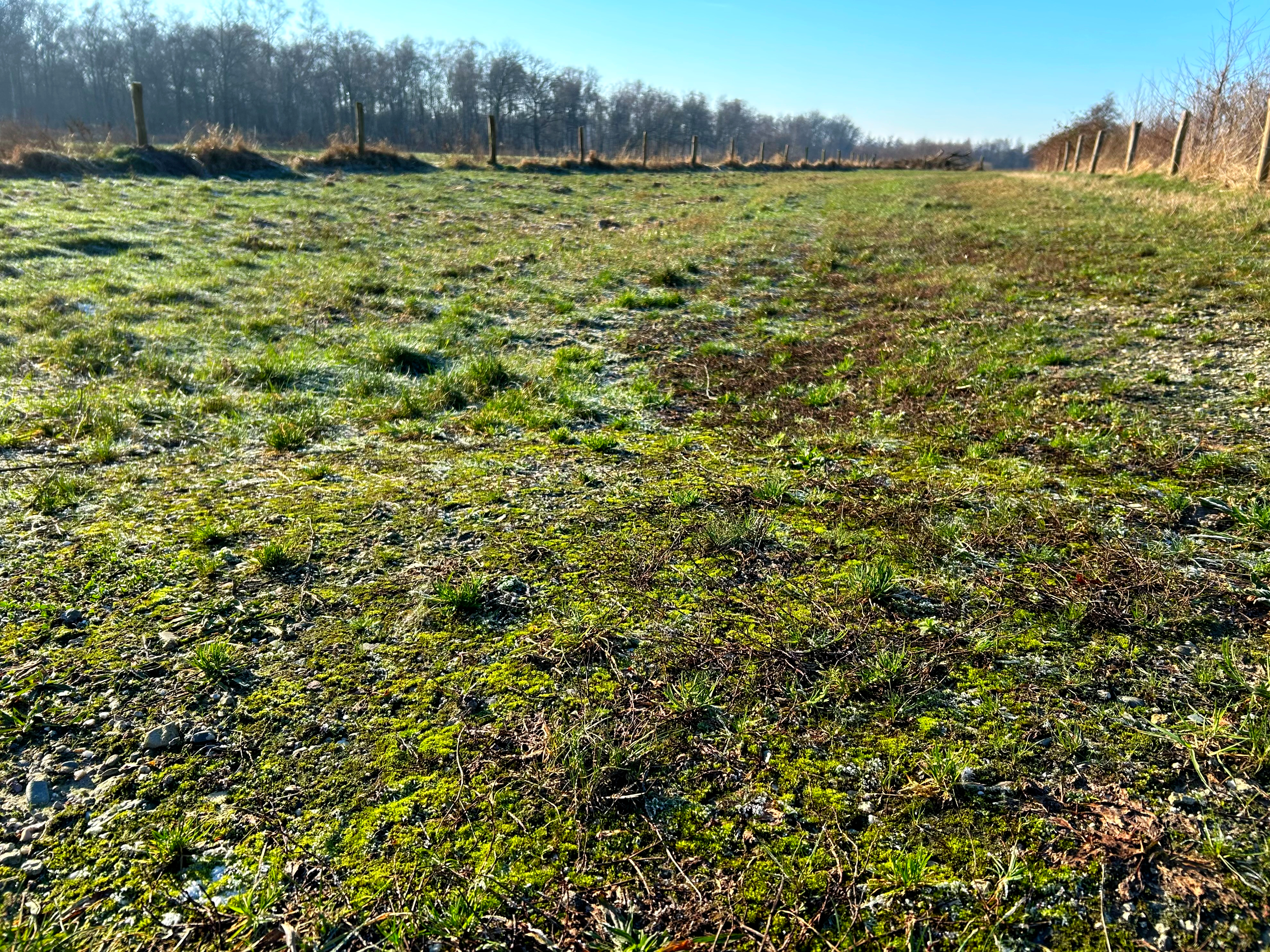
De smaragdsteeltjes-associatie als inslaggemeenschap in het varkensgras-verbond
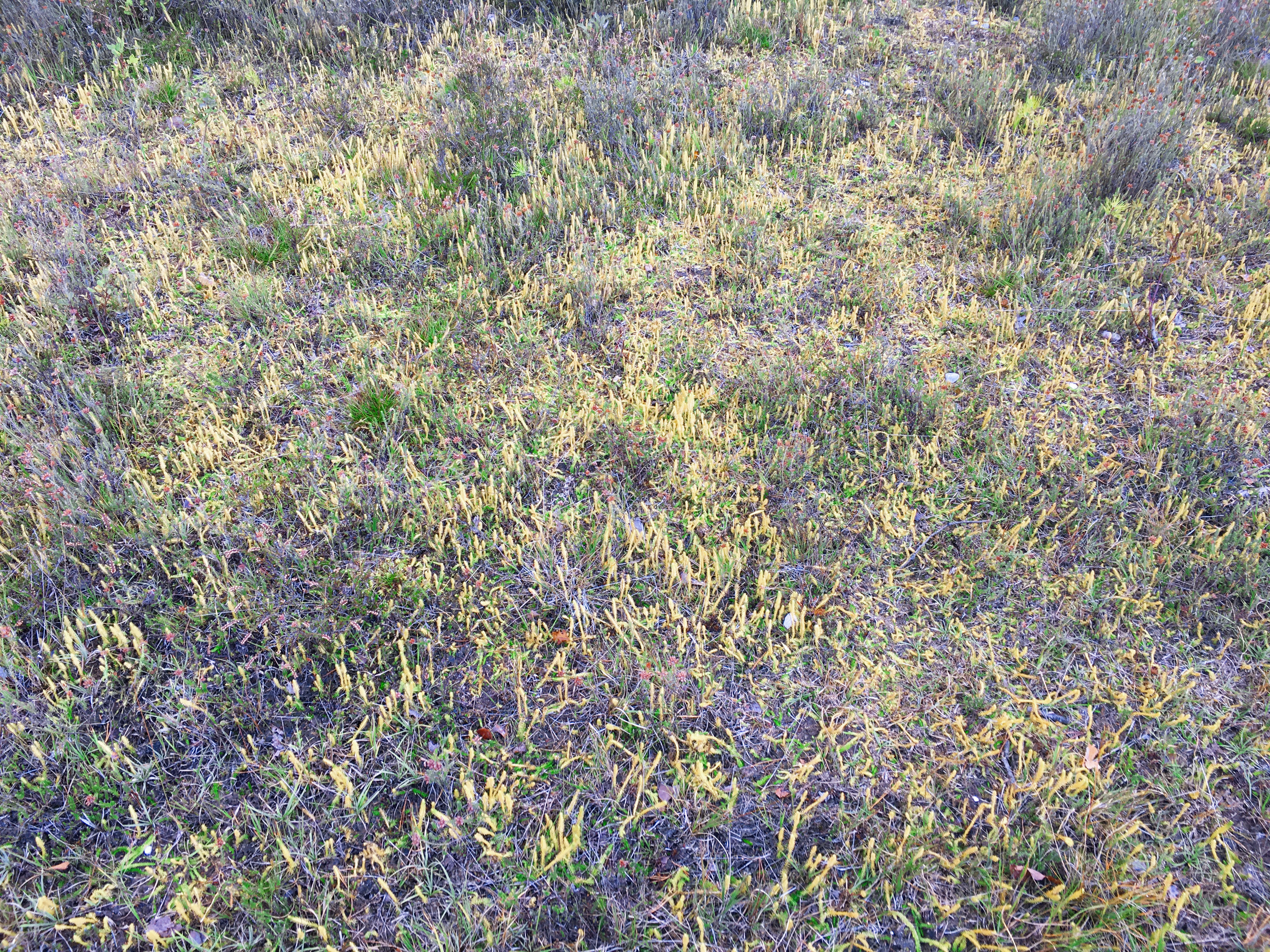
De associatie van moeraswolfsklauw en snavelbies als inslaggemeenschap